# Chiesa di San Zeno (Nago-Torbole)
La chiesa di San Zeno è una chiesa a Nago, frazione di Nago-Torbole, in Trentino. Rientra nella zona pastorale di Riva e Ledro dell'arcidiocesi di Trento e risale al XII secolo.

## Storia

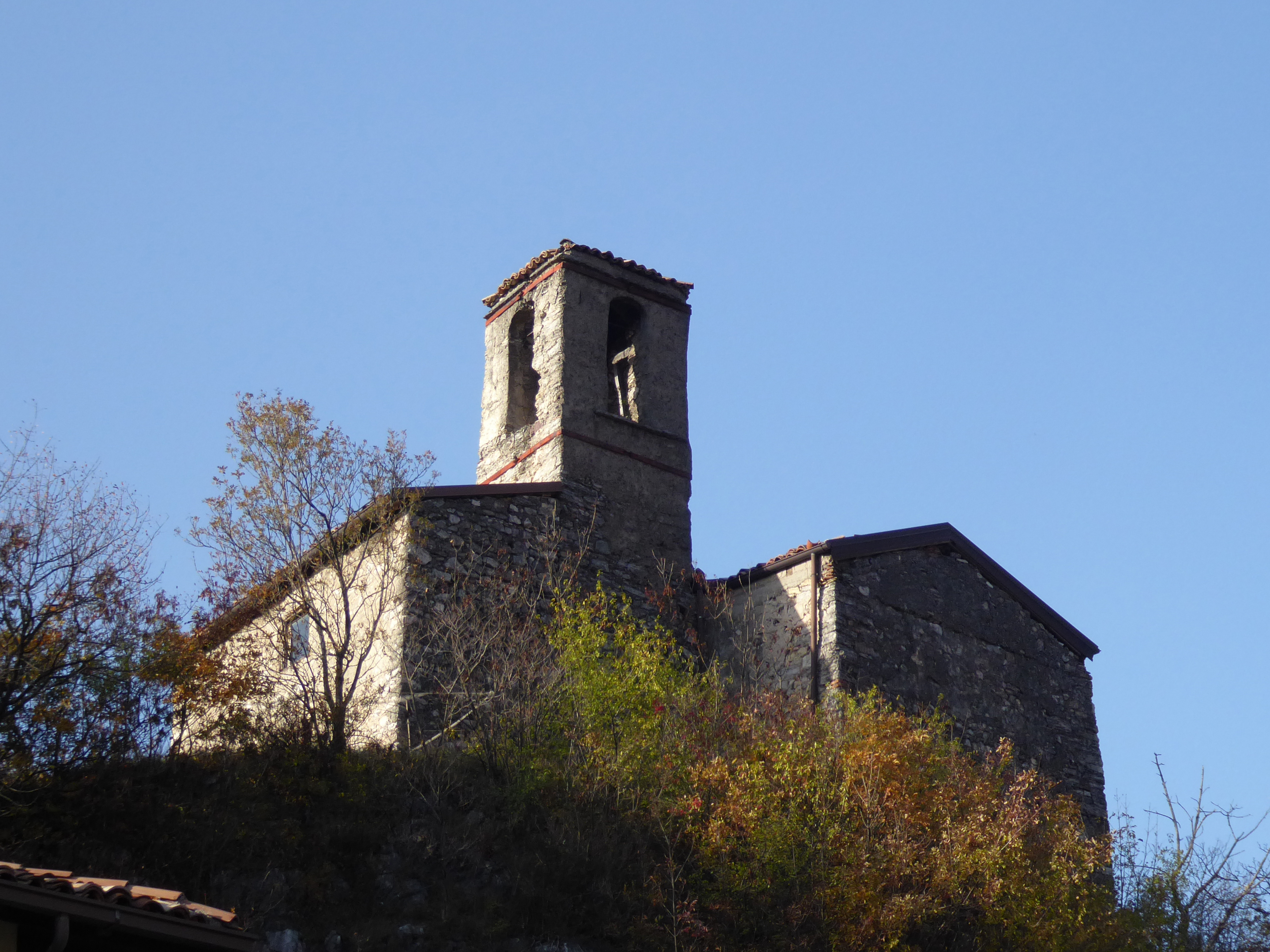
Nago, chiesa di San Zeno

La piccola chiesa ha origini antichissime, risalendo probabilmente al XII secolo.
Fu oggetto di ristrutturazione durante il XVI secolo poi lentamente cadde in rovina.
L'edificio sino alla fine del XIX secolo rimase di proprietà diocesana poi venne acquisita dalla famiglia de Bonetti. Venne in seguito decorata da Gino de Bonetti con una Via Crucis e, pur rimanendo di proprietà privata, venne riconsacrata.

## Descrizione

### Esterni
La piccola chiesa si trova in posizione elevata su un piccolo colle che, secondo una leggenda, fu colonizzato da pastori. Mostra una struttura romanica con facciata a capanna a due spioventi. La torre campanaria si trova in posizione arretrata, sulla destra. Ha una struttura solida e bassa e la cella campanaria si apre con quattro finestre a monofora. La copertura è in coppi.

### Interni
Nella sala si trova un altare marmoreo e un dipinto che raffigura San Zeno da Verona, inoltre è visibile la Via Crucis realizzata da Gino de Bonetti.